# Boletus inedulis
Boletus inedulis is een schimmel uit de familie Boletaceae. De soort is inheems in Noord-Amerika en heeft een bittere smaak.  

## Kenmerken
De hoed heeft een bolle vorm en naarmate de paddenstoel ouder wordt, wordt de hoed platter en kan deze scheuren. Richting de randen van de hoed plat deze af. De hoed heeft een witte kleur en een droge textuur en hij is niet behaard. De sporen hebben een olijfbruine kleur en hebben een afmeting tussen de negen en de dertien micrometer bij 3,4 tot 4,5 micrometer. De steel is nabij de hoed gelig van kleur. Hieronder is de steel roodkleurig en onderaan is de steel roodbruin. Hij is tussen de vijf en de twaalf centimeter lang en heeft een dikte variërend van één tot twee centimeter.

## Verspreiding
Boletus inedulis komt voornamelijk voor in hardhoutbossen en dan met name bossen waar de eik voorkomt. Daarnaast komt de schimmel voor in bossen gedomineerd door de hemlockspar. Het verspreidingsgebied van de schimmel beslaat Noord-Amerika en hij groeit in de zomer en in de herfst. Hij kan alleen of groepen voorkomen.

## Foto's

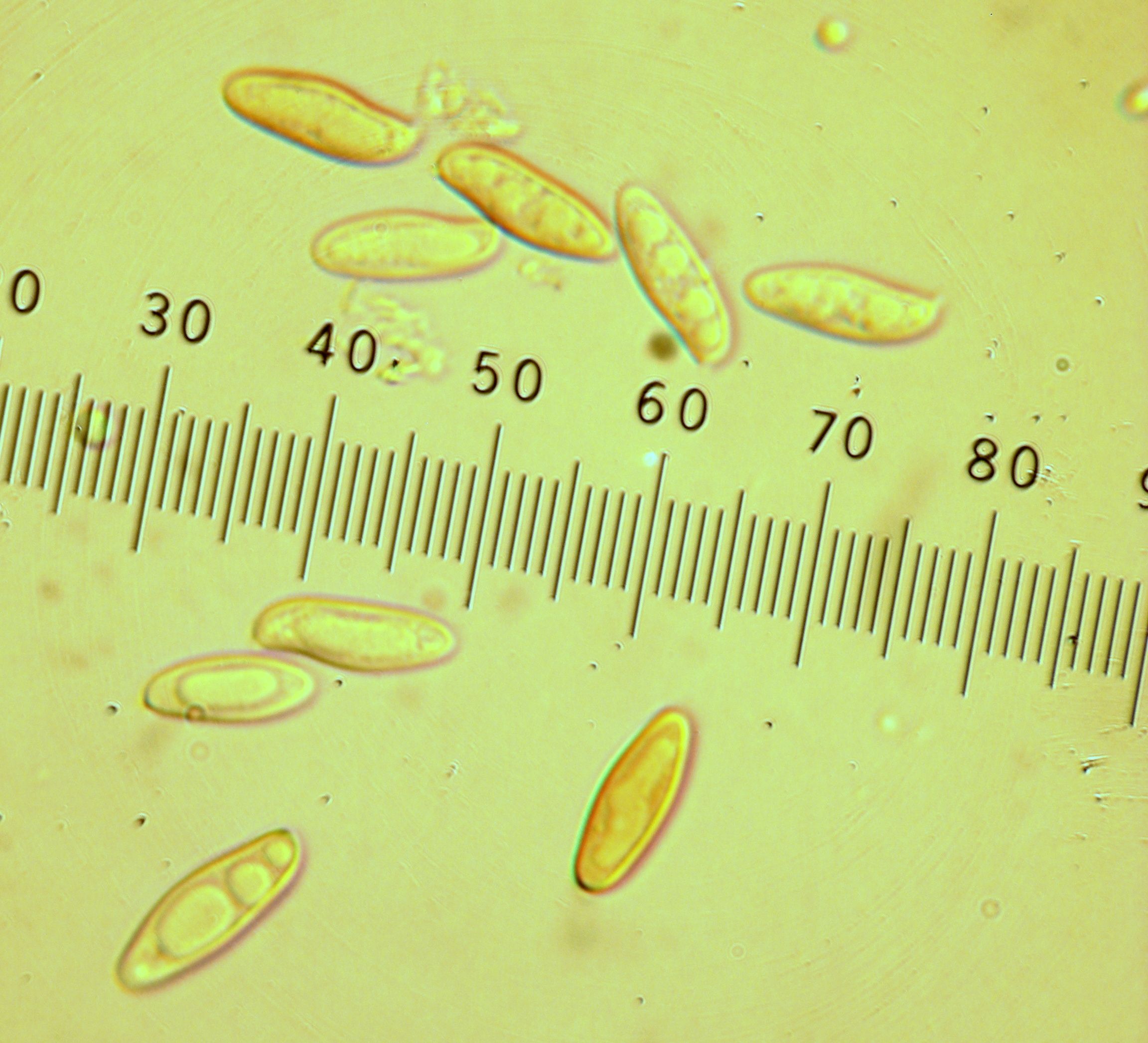
Sporen
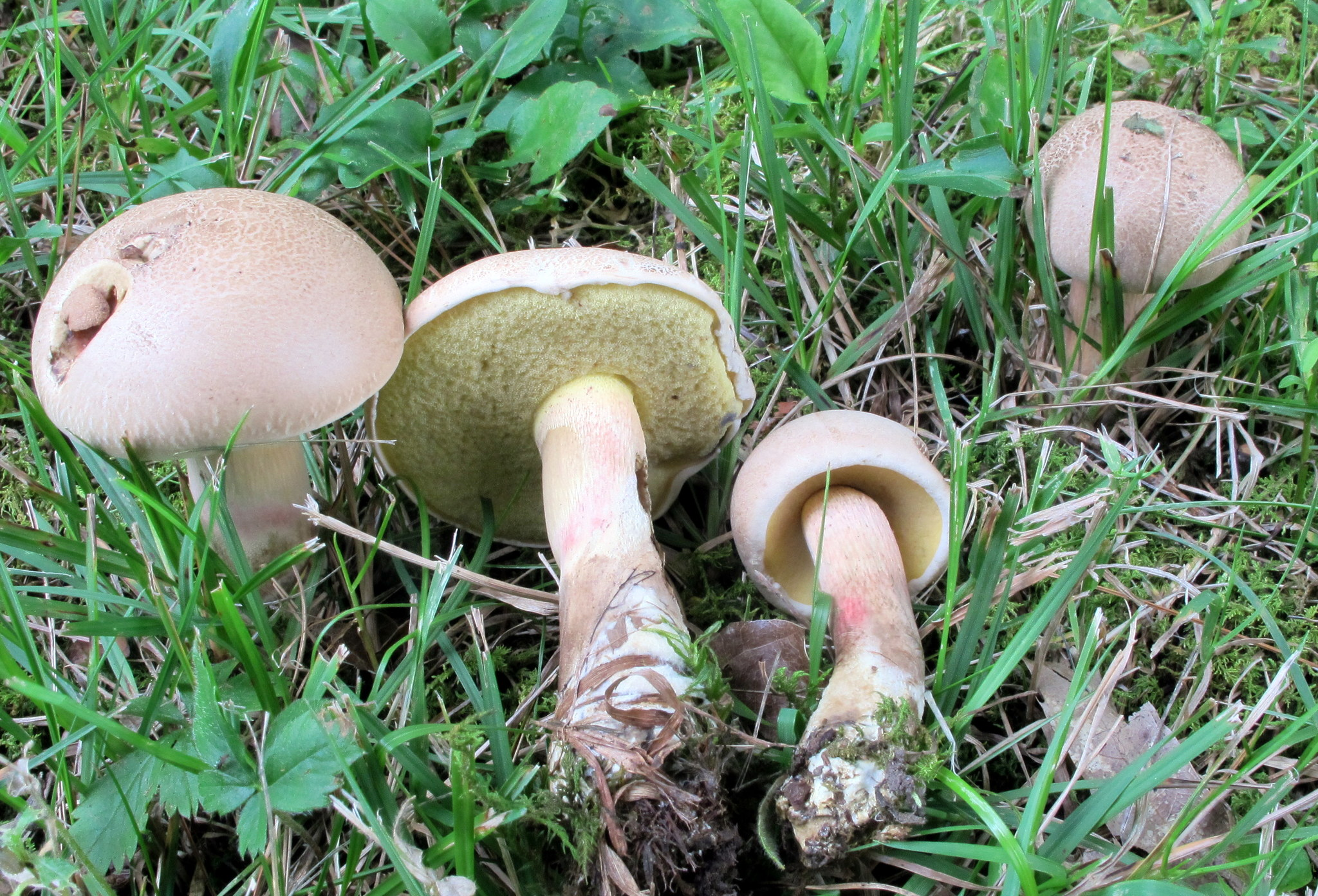
Poriën